# Editha Klipstein
Anna Dorothea Editha Klipstein (* 13. November 1880 in Kiel; † 27. Mai 1953 in Laubach) war eine deutsche Schriftstellerin und Journalistin. 

## Leben
Editha Klipstein, geb. Blaß, war das zweite Kind von drei Töchtern des Gräzisten Friedrich W. Blaß und seiner Ehefrau Anna Blaß, geb. Schulz. Die Familie zog 1892 nach Halle an der Saale. Durch die berufliche Stellung des Vaters – er war einer der führenden Gräzisten – kamen die Kinder bereits früh mit internationalen Gelehrten in Kontakt. Außerdem unternahm der Vater mit seinen Kindern weite Reisen. Auf einer 1899 unternommenen Reise nach England entstand als erstes erhaltenes literarisches Zeugnis der neunzehnjährigen Editha ein Reisetagebuch.
Noch lag ihr Interesse jedoch in der Malerei. Bereits als Jugendliche erhielt sie Zeichenunterricht, 1901 ging sie nach Berlin. Dort studierte sie zunächst bei ihrer Tante Sabine Lepsius Malerei und dann bei Lovis Corinth. Im Salon ihrer Tante machte sie während der sogenannten „Stefan-George-Abende“ Bekanntschaft mit Stefan George, Friedrich Gundolf, Karl Wolfskehl, Gertrud Kantorowicz und anderen Mitgliedern des George-Kreises.
Im Jahr 1905 ging die Studentin nach Paris, wo sie ihr Studium beim Maler Claudio Castelucho an der Académie de la Grande Chaumière fortsetzte. Die folgenden Jahre waren von Reisen geprägt, insbesondere nach Spanien. 1908 lernte sie in Madrid den Maler Felix Klipstein kennen. Am 17. März 1909 heirateten Editha Blaß und Felix Klipstein in Halle. Das Ehepaar ging zuerst nach Segovia, zog jedoch bereits Ende 1909 nach Laubach, der Heimatstadt des Ehemannes. 
Nach der Heirat wandte sich Klipstein von der Malerei ab und der feuilletonistischen Schriftstellerei zu. Im Jahr 1914 wurde Christian als einziges Kind des Ehepaares geboren. Nach dem Beginn des Ersten Weltkrieges im August 1914 beschreibt Editha Klipstein in ihren Tagebüchern neben den politischen Entwicklungen vor allem auch den Kriegsalltag. Trotz des Krieges unternahm sie etliche Reisen. Im Jahr 1915 lernte sie in München den Dichter Rainer Maria Rilke kennen.
Im Jahr 1918 kam es infolge einer Ehe zu dritt (Ménage-à-trois) mit ihrer Freundin Ilse Erdmann († 1924 Suizid) zu einer Ehekrise; Klipstein verbrachte einige Monate bei Freunden in Worms. Hier entstanden vermutlich erste Arbeiten zu den Romanen Anna Linde und Der Zuschauer. Im Jahr 1931 erschien Klipsteins Artikel Begegnung mit Rilke in der Neuen Schweizer Rundschau. 
Klipsteins Essays machen einen Großteil ihrer Veröffentlichungen aus. Sie schreibt für die Feuilletons verschiedener Zeitungen und Zeitschriften, insbesondere für die Frankfurter Zeitung. In ihren kulturhistorischen Essays nahm Klipstein Stellung zu weltanschaulichen und ästhetischen Fragen sowie zu Vertretern und Werken der Weltliteratur, beispielsweise zum Schriftsteller Marcel Proust (Betrachtungen über Proust), zu Flauberts Madame Bovary (Aus Flauberts Werkstatt) sowie zu Goethes Bekenntnissen einer schönen Seele.
Im Sommer 1935 war Editha Klipstein bei ihrer Freundin Gertrud Kantorowicz in der Schweiz, wo sie mit jüdischen Exilantenkreisen zusammentraf. Hier beendete sie ihren Roman Anna Linde, der im Oktober 1935 im neugegründeten Henry Goverts Verlag als erstes Buch erschien. Der Erfolg ihres Debüts führte zu neuen Eheproblemen. Nach Felix Klipsteins Tod 1941 begann eine literarisch produktive Zeit. 
Editha Klipstein – ihr Nachlass befindet sich im Archiv der Universitätsbibliothek Johann Christian Senckenberg in Frankfurt am Main – hatte Kontakte zu den Künstlern ihrer Zeit wie Stefan George, Friedrich Gundolf, Lovis Corinth, Rainer Maria Rilke, James Pitcairn-Knowles, Käthe Kollwitz, Le Corbusier und Regina Ullmann.

## Mitgliedschaft
- Seit 1949: Mitglied des P.E.N.-Clubs

## Rezeption
Editha Klipstein konnte in der ersten Hälfte des 20. Jahrhunderts einige literarische Erfolge verzeichnen; die Autorin ist jedoch nahezu vergessen. Bekannt geworden ist ihr literarisches Debüt Anna Linde aus dem Jahr 1935. Heute ist Klipstein insbesondere als scharfsinnige und wortgewandte Zeitzeugin interessant. Neben Romanen, Novellen und Essays hinterließ sie zahlreiche autobiographische Aufzeichnungen, die erst posthum der Öffentlichkeit zugänglich gemacht werden. 

## Inhaltsbeschreibung
Der Zuschauer
Sechs Jahre nach Editha Klipsteins erfolgreichem Debütroman Anna Linde erscheint 1942 Der Zuschauer. Als einziger ihrer Romane ist er in der ersten Person verfasst und beschreibt den Blick auf das Geschehen aus männlicher Sicht. Durch den Ich-Erzähler, einen pensionierten Arzt, erfährt der Leser von verschiedenen Begebenheiten, die sich in einer mitteldeutschen Kleinstadt abspielen: ein Bergwerksunglück, ein Duell, ein Brand und schließlich auch eine Liebesgeschichte, in die der sonst so distanzierte Zuschauer plötzlich einzugreifen scheint.
Wie in allen Romanen Editha Klipsteins ist es eine junge Frau, die durch Irrungen und Schuld schließlich zu sich selbst findet. Durch den Blick des Zuschauers gefiltert wirkt die Handlung des Romans oft etwas steif. Das Ende ist überraschend, denn hier wird der nüchterne Realismus der Erzählung gebrochen zu Gunsten einer schicksalhaften, fast mystischen Klärung aller Wirrnisse. Die Ordnung, die sich einstellt, gleicht einer ständischen Ordnung und nicht durch Zufall gehört ein Teil der Protagonisten dem Adel an, der für Editha Klipstein als Sinnbild des „Unverfälschten“, also „Richtigen“ gilt. „Auf die Richtigkeit eines Lebens in sich kommt es an, nicht auf seine Moral“, heißt es im Roman und so findet die unbändige Sophia, die stets ihrem Gefühl gehorcht und dabei auch Niederlagen und Strafe in Kauf nimmt, schließlich ihren Platz in der Gesellschaft und den richtigen Mann an ihrer Seite. 

## Werke

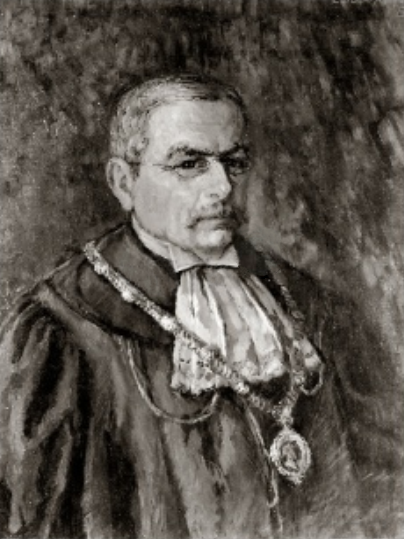
Von Editha Klipstein gemaltes Porträt des Wilhelm von Blume in der Tübinger Professorengalerie

- Anna Linde. Roman. Goverts, Hamburg 1935
- Sturm am Abend. Novelle. In: Frankfurter Zeitung, ab 3. Februar 1938 in 8. Teilen
- Der Zuschauer. Roman. Goverts, Hamburg 1942
- Die Bekanntschaft mit dem Tode. Roman. Claassen & Goverts, Hamburg 1947
- Gestern und Heute. Gesammelte Essays. Ulrich Steiner, Laupheim 1948
- Das Hotel in Kastilien. Novelle. Suhrkamp, Berlin/Frankfurt am Main 1951
- Über Marie Baschkirzeff. Mit einigen Briefen von M. B. und Guy de Maupassant. Friedenauer Presse, Berlin 1964
- Spanien. Essay. Posthum herausgegeben von Rolf Haaser, Nikola Herweg, Christiane Klipstein, Gießen 2001.